# 多田千尋
多田 千尋（ただ ちひろ、男性、1961年5月6日 - ）は、世代間交流、アクティビティケア、福祉文化、玩具・児童文化研究家。認定NPO法人芸術と遊び創造協会理事長、東京おもちゃ美術館館長、株式会社APTY代表取締役。
東京都生まれ。父は多田信作。明治大学付属中野高校を経て、明治大学法学部を卒業後、ロシア・プーシキン大学に学ぶ。科学アカデミー就学前教育研究所、国立玩具博物館研究生として幼児教育・児童文化・おもちゃなどを研究。TBSラジオ「全国こども電話相談室」回答者。乳幼児教育・子ども文化、高齢者福祉・世代間交流についても研究・実践している。 
現在は、認定NPO法人芸術と遊び創造協会理事長、東京おもちゃ美術館館長、高齢者アクティビティ開発センター代表。乳幼児から高齢者までの遊び・芸術によるアクティビティケア及び世代間交流の実践・研究に取り組む。 
日本で唯一のおもちゃ総合専門資格「おもちゃコンサルタント」を全国に6000人養成。その人的資源を活用して全国270カ所の赤ちゃんサロン「おもちゃの広場」を推進。さらに、子ども病院、被災地支援にも移動おもちゃ美術館を巡回する。 
平成22年より林野庁の補助事業を受託し、2013年から長門市をはじめ、全国40市町村、20企業をウッドスタート宣言させ「木育」を全国的な国民運動に押し上げる。2013年より毎年「木育サミット」を開催し全国の注目を集める。また、東京都との共催で、「森の恵みの保育環境セミナー」を開催し、幼稚園･保育園に対し、ウッドスタート宣言園を呼びかける。さらに「保育ナチュラリスト養成講座」「木育インストラクター養成講座」なども通して、幼児教育、保育の現場において乳幼児の木育を提唱する。 
また、2008年春、東京・新宿の廃校の小学校に開設した『東京おもちゃ美術館』の経営が評価され、経済専門誌『週刊ダイヤモンド』で「日本の社会起業家30人」の一人に選出される。また、寄付社会の構築で評価され、「2014クラウドファンディング」「2015ファンドレイジング」のそれぞれで大賞を受賞する。さらに、2018年2月ウッドスタート宣言の仕組みが評価され、文部科学大臣賞を受賞 
2014年、沖縄県国頭村に「やんばる森のおもちゃ美術館」、2018年4月、山口県長門市に「長門おもちゃ美術館」の姉妹館を創設。7月には秋田県由利本荘市に「鳥海山木のおもちゃ美術館」に続き、「花巻おもちゃ美術館」「岐阜木のおもちゃ美術館」も予定されている。 
専門は児童文化論と高齢者福祉文化論、アクティビティケア論、早稲田大学では「福祉文化論」、お茶の水女子大学では「コミュニティ保育資源の活用」、明治大学では「NPOの経営学」などの教鞭をとる。
その他として、青年海外協力隊広尾訓練校講師を10年務めたことからJICAより感謝状を受ける。また、文部科学省中学校家庭科学習指導要領策定委員、TBSラジオ「全国こども電話相談室」回答者、文化庁芸術選奨平成15・16・17年度推薦審査委員、国際長寿センター「子どもと高齢者の統合ケア研究部会」研究委員、「環境福祉研究部会」研究委員、長寿社会文化協会「在宅子育て支援活動を通した高齢者の生きがいづくモデル事業」研究委員などを歴任。

## 著書
- 『おもちゃのフィールドノート』中央法規出版 福祉文化ライブラリー、1992
- 『しかけおもちゃ工作』池田書店、1997
- 『動くおもちゃ工作』池田書店、1998
- 『リハビリ手遊び』芸術教育研究所監修 婦人生活社 やさしい手いきいき手遊び、1998
- 『12カ月たいくつ知らず手づくり遊び』芸術教育研究所監修 婦人生活社 やさしい手いきいき手遊び、1999
- 『ボケないレッスン なつかしい遊びでいきいきと』晶文社出版、2000
- 『遊びが育てる世代間交流 子どもとお年寄りをつなぐ』黎明書房、2002
- 『先生も子どももつくれる楽しいからくりおもちゃ』伊藤靖子絵 黎明書房、2002
- 『いつでもできる親子あそび 春・夏・秋・冬・パーティで』ひかりのくに、2004
- 『おじいちゃんは遊びの名人 三世代で楽しむ伝承遊び』ひかりのくに、2004
- 『おばあちゃんは遊びの達人 三世代で楽しむ伝承遊び』ひかりのくに、2004
- 『どこでもできる親子あそび 部屋・公園・川原・車の中で』ひかりのくに、2004
- 『新米おばあちゃんはあそびの達人 お孫さんが0・1・2歳向き』ひかりのくに、2007
- 『0〜3歳・3〜5歳木育おもちゃで安心子育て』黎明書房、2010

### 共著・編著
- 『世界の玩具事典』多田信作共著 岩崎美術社、1989
- 『高齢者の遊びをデザインする』島田治子共著 一橋出版 介護福祉ハンドブック、1996
- 『新・ペーパーブロック遊び』原山陽子共著 芸術教育研究所監修 婦人生活社 やさしい手いきいき手遊び、2000
- 『0〜3歳児の親子ふれあい手づくりおもちゃ42』編著 黎明書房 子育て支援シリーズ、2004
- 『スーパーアドバイザーになるためのおもちゃコンサルタント入門』編著 黎明書房、2011

## 参考
- インタビュー